# Петухово (Можгинский район)
Петухово — село в составе Пычасского сельского поселения Можгинского района Удмуртии.

## История
Населенный пункт основан удмуртами-переселенцами из деревни Газек Шудья из рода Шудья, на реке Пужмес( ныне Петуховка) и имел название Пужмес Шудья. По преданиям данная местность была заселена марийцами(черемисами). 
В 1961 году указом Президиума Верховного Совета РСФСР село Александрово переименовано в Петухово.

## Население
| 2008 | 2010 | 2012 |
| ---- | ---- | ---- |
| 137  | ↘131 | ↘130 |